# Miłość po południu (film 1972)
Miłość po południu (fr. L’Amour l’apres-midi) – francuski melodramat z 1972 roku w reżyserii Érica Rohmera. Ostatni film z cyklu Opowieści moralne. Zdjęcia kręcono w Paryżu.

## Główne role
- Bernard Verley – Frédéric
- Zouzou – Chloé
- Françoise Verley – Hélène
- Daniel Ceccaldi – Gérard
- Malvina Penne – Fabienne
- Elisabeth Ferrier – Martine